# Festival international du film fantastique de Catalogne 2019
Le Festival international du film fantastique de Catalogne 2019, 52e édition du festival, se déroule du 3 au 13 octobre 2019.

## Déroulement et faits marquants
L'acteur Patrick Wilson et l'actrice Maribel Verdú reçoivent le prix Machine du Temps (Premio Màquina del Temps) pour leur carrière,.
Le 12 octobre 2019, le palmarès est dévoilé : le prix du meilleur film revient à La Plateforme (El hoyo) de Galder Gaztelu-Urrutia, le prix spécial du jury à Adoration de Fabrice du Welz, une mention spéciale à Achoura de Talal Selhami, le prix du meilleur réalisateur à Juliano Dornelles et Kleber Mendonça Filho pour Bacurau. 

## Jury
- Anurag Kashyap, réalisateur
- Alan Jones, critique
- Marina Ortiz
- Mary Jo Markey, monteuse
- Nancy Bishop, directrice de casting

## Sélection

### En compétition internationale
- Achoura de Talal Selhami France Maroc
- Adoration de Fabrice du Welz Belgique
- After Midnight de Jeremy Gardner et Christian Stella États-Unis
- Amigo de Óscar Martín Espagne
- Bacurau de Juliano Dornelles et Kleber Mendonça Filho Brésil
- Bloodline de Henry Jacobson États-Unis
- Color Out of Space de Richard Stanley États-Unis
- Come to Daddy de Ant Timpson États-Unis
- Corporate Animals de Patrick Brice États-Unis
- Cuerdas de José Luis Montesinos Espagne
- Daniel Isn't Real de Adam Egypt Mortimer États-Unis
- La Plateforme (El hoyo) de Galder Gaztelu-Urrutia Espagne
- Le bleu du ciel dans ses yeux de Tatsuyuki Nagai Japon
- J'ai perdu mon corps de Jérémy Clapin France
- Judy & Punch de Mirrah Foulkes Australie
- L'Angle mort de Patrick Mario Bernard et Pierre Trividic France
- Le Daim de Quentin Dupieux France
- Les particules (Lazzaro Felice) de Blaise Harrison France Suisse
- Little Monsters de Abe Forsythe Australie
- Luz de Juan Diego Escobar Alzate Colombie
- Paradise Hills de Alice Waddington Espagne
- Pelican Blood (Pelikanblut) de Katrin Gebbe Allemagne Bulgarie
- Samurai Marathon de Bernard Rose Japon Royaume-Uni
- Suicide Tourist de Jonas Alexander Arby Danemark
- Swallow de Carlo Mirabella-Davis États-Unis
- Synchronic de Justin Benson & Aaron Moorhead États-Unis
- The Antenna de Orçun Behram Turquie
- The Cleansing Hour de Damien Leveck États-Unis
- The Lodge de Veronika Franz et Severin Fiala États-Unis Royaume-Uni
- The Nest de Roberto De Feo Italie
- The Room de Christian Volckman France
- Ventajas de viajar en tren de Aritz Moreno Espagne
- Vivarium de Lorcan Finnegan Irlande
- Wedding Nightmare (Ready or Not) de Matt Bettinelli-Olpin & Tyler Gillett États-Unis
- Yves de Benoît Forgeard France

### Film d'ouverture
- In the Tall Grass de Vincenzo Natali Canada

### Film de clôture
- The Vigil de Keith Thomas États-Unis

### Hors compétition
- 3 from Hell de Rob Zombie États-Unis
- Code 8 de Jeff Chan Canada
- Fractured de Brad Anderson États-Unis
- Lux Æterna de Gaspar Noé France
- Making Waves: The Art of Cinematic Sound de Midge Costin États-Unis
- Memory: The Origins of Alien de Alexandre O. Philippe États-Unis
- Sesión Salvaje de Paco Limón et Julio Cesar Sánchez Espagne
- The Lighthouse de Robert Eggers États-Unis

### Sitges Classics
- Eyes Wide Shut de Stanley Kubrick États-Unis
- L'Éventreur de New York (Lo squartatore di New York) de Lucio Fulci Italie
- Les Nouveaux Barbares (I nuovi barbari) de Enzo G. Castellari Italie
- Possession de Andrzej Żuławski France
- Tetsuo de Shin'ya Tsukamoto Japon
- Zeder de Pupi Avati Italie

### Sitges Classics - Come Drink WithHu
- L'hirondelle d'or
- Dragon Gate Inn
- A Touch Of Zen
- Legend of the Mountain

## Palmarès

### Compétition internationale
- Meilleur film : La Plateforme (El hoyo) de Galder Gaztelu-Urrutia
- Prix spécial du jury : Adoration de Fabrice du Welz
- Prix du meilleur réalisateur : Juliano Dornelles et Kleber Mendonça Filho pour Bacurau
- Prix de la meilleure actrice : Imogen Poots pour son rôle dans Vivarium
- Prix du meilleur acteur : Miles Robbins pour son rôle dans Daniel Isn't Real
- Prix du meilleur scénario : Mirrah Foulkes pour Judy & Punch
- Prix des meilleurs effets spéciaux : La Plateforme (El hoyo)
- Prix de la meilleure photographie : Manuel Dacosse pour Adoration
- Prix de la meilleure musique : Dan Levy pour J'ai perdu mon corps
- Mention spéciale : Thomas Gioria et Fantine Harduin pour leur rôle dans Adoration
- Mention spéciale : Achoura de Talal Selhami
- Prix du public : La Plateforme (El hoyo) de Galder Gaztelu-Urrutia
- Prix de la critique : Bacurau de Juliano Dornelles et Kleber Mendonça Filho